# Георги Попов (Стара Загора)
Вижте пояснителната страница за други личности с името Георги Попов.
Георги Явриков Попов е български революционер, войвода на Вътрешната македоно-одринска революционна организация.

## Биография
Попов е роден в Стара Загора. Влиза във ВМОРО след Илиденско-Преображенското въстание и става четник в Прилепската чета. В 1906 година е назначен от ръководството на Битолския революционен окръг за прилепски районен войвода, където Попов се бори срещу появилите се след въстанието сръбски чети.
На 4 април 1907 година сръбска чета напада прилепското екзархийско село Никодин, защитавано от селската милиция. Четите на ВМОРО на Петър Ацев и Георги Попов идват на помощ на никодинчани и след петчасово сражение разбиват сръбската чета, но войводата Георги Попов загива. Заедно с него в местността Топ. корита загиват Ванчо Стружанчето от Струга, Георги Воденски от Воден, Димко Б. Чергов от Мажучище, Йордан Дръндаров от Велес.